# Liste des drapeaux camerounais
La liste suivante est une liste des drapeaux du Cameroun. Pour plus d'informations, voir le drapeau du Cameroun.

## Drapeau du Cameroun, description
| Drapeau | Date  | Désignation         | Description                                                                                               |
| ------- | ----- | ------------------- | --- |
|         | 1975- | Drapeau du Cameroun | Un tricolore vertical de couleur verte, rouge et jaune, avec une étoile d'or centrée sur la bande rouge,. |

## Drapeaux des partis politiques
| Drapeau | Date  | Désignation                                    | Description                              |
| ------- | ----- | ---------------------------------------------- | ---------------------------------------- |
|         | 1956- | Drapeau de l'Union des populations du Cameroun | Un crabe noir au milieu d'un champ rouge |
|         |       | Drapeau de l'Union nationale camerounaise      |                                          |
|         |       | Drapeau du Front social démocrate              |                                          |

### Drapeaux des mouvements séparatistes
| Drapeau | Date | Désignation                                               | Description |
| ------- | ---- | --------------------------------------------------------- | --- |
|         |      | Drapeau du Mouvement national bamiléké.                   | Quatre bandes horizontales de même hauteur aux couleurs panafricaines (à partir du haut) vert, jaune, rouge et noir. |
|         |      | Drapeau du Mouvement pour l'autodétermination de Bakassi. | |
|         |      | Drapeau de l'Ambazonie                                    | Le terme « Ambazonie » est utilisé par les indépendantistes de l'ancienne partie méridionale du Cameroun britannique pour nommer l'État qu'ils souhaitent créer. Cinq bandes horizontales bleues et quatre blanches avec un canton bleu dans lequel figure un oiseau dans un cercle de treize étoiles dorées. |

## Drapeaux historiques et coloniaux
| Drapeau | Date      | Désignation                                            | Description |
| ------- | --------- | ------------------------------------------------------ | --- |
|         | 1961-1975 | 2ème drapeau du Cameroun                               | Un tricolore vertical de couleur verte, rouge et jaune avec deux étoiles dorées (plus foncées que la troisième bande par comparaison) dans la moitié supérieure du vert.     |
|         | 1960-1961 | 1er drapeau du Cameroun                                | Un tricolore vertical composé de vert, rouge et jaune. |
|         | 1916-1960 | Drapeau du Cameroun français                           | Un tricolore vertical composé de bleu, de blanc et de rouge (proportions 3:2).                                                                                               |
|         | 1916-1961 | Drapeau du Cameroun britannique                        | Un Blue Ensign portant l'inscription « British Cameroon » entourée de bananes, le tout dans un cercle blanc.                                                                 |
|         | 1884-1916 | Drapeau du Cameroun allemand                           | Un tricolore, composé de trois bandes horizontales égales de couleur noire (en haut), blanche et rouge (en bas) avec l'aigle allemand au centre.                             |
|         | 1914      | 1er drapeau proposé pour le Cameroun allemand          | Un tricolore, composé de trois bandes horizontales égales de couleur noire (en haut), blanche et rouge (en bas) avec, au centre, un éléphant blanc sur un champ de gueules.  |
|         | 1914      | 2ème proposition de drapeau du Cameroun allemand       | Un tricolore, composé de trois bandes horizontales égales de couleur noire (en haut), blanche et rouge (en bas) avec, au centre, un éléphant blanc sur un disque de gueules. |
|         | 1884-1914 | Drapeau de la Compagnie allemande d'Afrique de l'Ouest | |
|         | 1884-1887 | Drapeau du protectorat de la Baie d'Ambas              | |